# Maximilian von Steinsdorf (General, 1808)
Maximilian von Steinsdorf (* 10. Dezember 1808 in München; † 18. April 1889 ebenda) war ein bayerischer Generalmajor.

## Leben
Steinsdorf war der Sohn eines Rates im Staatsministerium des Äußern. Nach dem Besuch des Gymnasiums und des Kadettenkorps trat er am 21. August 1828 als Junker in das 1. Artillerie-Regiment der Bayerischen Armee ein. Für ein Jahr war Steinsdorf 1829 in das Kriegsministerium kommandiert, um Übersetzungen technischer Memoiren aus fremden Sprachen anzufertigen. Mit seiner Beförderung zum Unterleutnant kam er Mitte Juli 1830 nach Würzburg in das 2. Artillerie-Regiment, kehrte aber bereits nach einem Jahr in sein Stammregiment zurück. Steinsdorf war dann ab 1832 bis zu seiner Entlassung zwecks Übertritt in griechische Dienste beim Kommando in Augsburg tätig.
Zunächst fungierte Steinsdorf als Adjutant des Generals von Heideck und übernahm 1834 als Hauptmann die Ouvrier-Kompanie in Nauplia. Im Oktober 1835 wurde er Adjutant des Kriegsministers von Schmaltz und nach einer Referententätigkeit im Kriegsministerium ernannte ihn der griechische König Otto 1840 zu seinem Ordonnanzoffizier. 1841 begleitete Steinsdorf den späteren König Maximilian II. Joseph auf dessen Reise im Orient.
Nach der Revolution kehrte Steinsdorf nach Bayern zurück und wurde am 21. Oktober 1843 als Oberleutnant im 1. Artillerie-Regiment wieder in der Armee angestellt. Nach verschiedenen Stationen kam er Ende März 1848 in den Generalstab der Armee und diente als Adjutant der Generalquartiermeister von Jeetze und von der Mark. Am 22. Oktober 1861 wurde Steinsdorf zum Oberstkommandanten des 2. Artillerie-Regiments ernannt und leitete in den kommenden Jahren die Artillerieschieß- und Manöverübungen auf dem Lechfeld. Mit der Beförderung zum Generalmajor ernannte man ihn am 20. Mai 1866 zum Kommandanten der Festung Marienberg, und in dieser Eigenschaft konnte sich Steinsdorf bei der Verteidigung während des Krieges gegen Preußen bewähren. Am 8. Januar 1869 erhielt er das Kommando über die in der Aufstellung befindliche 2. Feldartillerie-Brigade. Krankheitsbedingt trat er jedoch bereits am 1. Februar 1870 in den Ruhestand.
Für sein Wirken war Steinsdorf mit dem Komturkreuz des Militärverdienstordens sowie dem Kreuz in Gold des Erlöser-Ordens und dem Mecidiye-Orden IV. Klasse ausgezeichnet worden.

### Familie
Steinsdorf war mit Clotilde Ernestine von Adelsheim (1823–1884) verheiratet. Sie war Stiftsdame im Damenstift zu St. Anna in München. Aus der Ehe gingen die bayerischen Generalmajore Maximilian von Steinsdorf (1852–1919) und Oskar von Steinsdorf (1857–1929) hervor.